# Ove Rud
Ove Christian Rud (født 16. december 1923 i København, død 21. september 2007) var en dansk skuespiller, der blev uddannet som arkitekt i 1946, men som to år senere begyndte at læse til skuespiller på De frederiksbergske Teatres elevskole.
Han har været ansat på Riddersalen, Odense Teater, Dansk Folkescene og Allé Scenen.
I 1956 påbegyndte han en lærereksamen og færdiggjorde sin uddannelse fire år senere. Han arbejdede sidenhen som lærer på Kirsebærhavens Skole og var i syv år viceskoleinspektør ved Ny Carlsbergvejens Skole. Fra 1972 til 1990 arbejdede han som skoledirektør i Dragør Kommune.
I 1990'erne genoptog han skuespilfaget.
Han har bl.a. medvirket i følgende film:
- I gabestokken (1950)
- Fløjtespilleren (1953)
- Det gælder livet (1953)
- En sømand går i land (1954)
- Ordet (1955)
- Flintesønnerne (1956)
- Bundfald (1957)
- Poeten og Lillemor og Lotte (1960)
- Sømand i knibe (1960)
- Forelsket i København (1960)
- Det skete på Møllegården (1960)
- Min kone fra Paris (1961)
- Jetpiloter (1961)
- Far til fire med fuld musik (1961)
- Paradis retur (1964)
- Een pige og 39 sømænd (1965)
- Gys og gæve tanter (1966)
- Mennesker mødes og sød musik opstår i hjertet (1967)
- Ekko af et skud (1970)
- Pas på ryggen, professor (1977)
- Skytten (1977)
- Blinkende lygter (2000)